# Mokihinui
La ville de Mōkihinui  est une localité très faiblement habitée de la région de la West Coast, située dans l’île du Sud de la Nouvelle-Zélande .

## Situation
La ville de Mōkihinui est localisée sur la côte de la mer de Tasman , au nord de la ville de Westport et sur la berge sud de l’embouchure du fleuve Mokihinui, la troisième plus large rivière de région de la West Coast .
Mōkihinui est localisée entre la mer à l’ouest et le pied de la chaîne de Glasgow Range (en) avec la route State Highway 67/S H 67 (en), qui passe à travers la ville de Mokihinui, juste avant d’atteindre son extrémité nord sur l’autre berge de la rivière.

## Population
Les Statistiques en Nouvelle-Zélande incluent la ville de Mokihinui dans une zone statistique du même nom, qui couvre à la fois la localité elle-même et son entourage tel que les villes de Seddonville et Summerlea. 
Cette zone statistique avait une population de 162 résidents lors du (recensement de 2001  en Nouvelle-Zélande), en diminution de 60,8 % soit 72 personnes depuis le recensement de 1996.
La population de Mokihinui augmente durant la saison des blanchaille (en), quand les visiteurs viennent pécher dans l’embouchure du fleuve Mokihinui .

## Accès
Au début des années 1890, un embranchement ferroviaire du chemin de fer venant de Westport fut ouvert vers Mokihinui.
Il alla enfin jusqu'à travers Seddonville et fut connu comme la branche de Seddonville (en). 
Les passagers étaient transportés dans un train mixte (en) jusqu’à ce que la ligne soit réservée au fret seulement à partir du 14 octobre 1946.
La ligne continua à fonctionner jusqu’à la fin des années 1970, quand l’activité d’extraction du charbon de la mine, qui fournissait l’essentiel du trafic sur la ligne déclina à un point tel que les revenus furent plus faibles que les frais de maintenance.
La ligne de chemin de fer ferma au nord de Ngakawau le 3 mai 1981 et les traces de son ballast peuvent être vues dans la campagne autour de Mokihinui.